# Gilze en Rijen

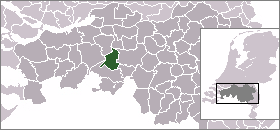
Lägeskarta

Vapen

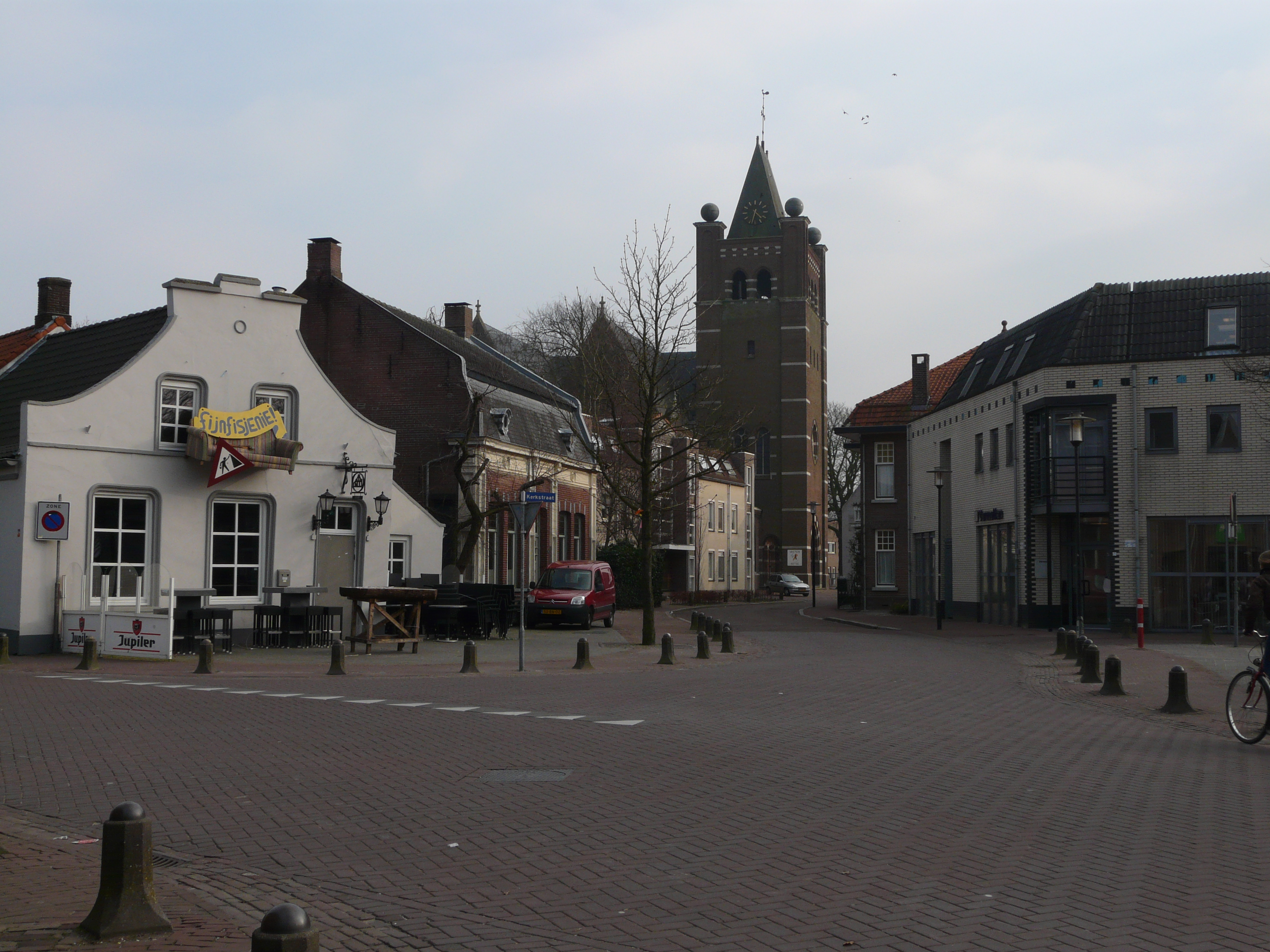
Gilze en Rijen

Gilze en Rijen är en kommun i Nederländerna, belägen i provinsen Noord-Brabant.
Kommunen utgör en area på 65,69 km² och hade 1 februari 2012 totalt 25 655 invånare.

## Orter
- Rijen (16 048 invånare)
- Gilze (7 498 invånare)
- Molenschot (1 384 invånare)
- Hulten (340 invånare)

## Personligheter
- Gerardus H. de Vet (15 november 1917), biskop av Breda
- Erwin Kroll (6 augusti 1950), meteorolog och väderman
- Joroen Blijlevens (29 december 1971), cyklist